# Bernhard Heinzmann
Bernhard Heinzmann (* 20. August 1903 in Böhmenkirch; † 10. August 1942 in der NS-Tötungsanstalt Hartheim in Oberösterreich) war ein katholischer Priester und Gegner des NS-Regimes. Er wurde von den Nationalsozialisten verfolgt und ermordet.

## Leben
Bernhard Heinzmann war Priester der Diözese Augsburg. Bereits als Kaplan in Starnberg wehrte er sich 1930 gegen anti-französische Polemik mit der Begründung, auch Franzosen seien „Geschöpfe Gottes“. Obwohl er immer wieder körperlich bedroht wurde, predigte er gegen die „Vergötterung Hitlers“ und gegen den „Rassenwahn“.
Nachdem er einen Streit bei einer Gesellenvereinsversammlung wegen des Singens eines anti-italienischen Lieds unter Verweis auf die Internationalität der katholischen Kirche versucht hatte zu schlichten und es daraufhin zu starken Anfeindungen gegen ihn kam, wurde er von seinen Vorgesetzten mehrmals versetzt, da diese meinten, so die Situation beruhigen zu können. Am Dreikönigstag 1941 war er Pfarrvikar in Kronburg-Illerbeuren, als er im dortigen Pfarrhaus verhaftet wurde, um in das Untersuchungsgefängnis in Augsburg eingeliefert zu werden. Von dort kam er im November 1941 ins KZ Dachau und am 10. August 1942 im Rahmen der sogenannten „Aktion 14f13“ in die NS-Tötungsanstalt Hartheim im Schloss Hartheim bei Alkoven in der Nähe von Linz in Oberösterreich, wo er vergast wurde.

## Ehrungen
Die katholische Kirche hat Vikar Bernhard Heinzmann im Jahr 1999 als Glaubenszeugen in das deutsche Martyrologium des 20. Jahrhunderts aufgenommen.
Außen an der Westmauer der Pfarrkirche Mariä Himmelfahrt in Illerbeuren befindet sich eine Gedenktafel für den Ermordeten.